# Alexandru Poitevin-Scheletti
Alexandru Poitevin-Scheletti (n. 1879, Iași, România – d. 1959, București, România) a fost un pictor impresionist de origine greco-româno-franceză care a activat în România.

## Biografie

### Părinții
Din partea tatălui, Alexandru Poitevin-Skeletti se trage dintr-o familie de francezi. Numele amintește de zona Poitevin, o regiune central-vestică a Franței.
Maria, mama pictorului Alexandru Poitevin-Skeletti, soră cu Gheorghe Scheletti, era fiica lui Petru Scheletti (1808 - 1878), militar de carieră, colonel și aghiotant domnesc, și, din 1852, director al Departamentului Lucrărilor Publice din Principatul Moldovei, unul din reprezentanții influenți ai Mișcării separatiste din Moldova

### Studii și activitate creatoare
A studiat pictura la Paris, la Academia Julian, iar în perioada 1905 - 1906 Poitevin-Skeletti a pictat țărmurile Mării Nordului de pe malurile din Dieppe și Le Tréport.
În 1908, Skeletti a debutat la București, expunând la Tinerimea artistică o serie de peisaje realizate în Franța, în special la Paris, Port-Neuf, pe Sena sau Cheile Luvrului.
De România îl leagă și apartenența la Cenaclul Idealist, un cenaclu literar-artistic cu caracter simbolist, fondat în anul 1915 de Alexandru Severin și Ignat Bednarik, sub patronajul principesei Elisabeta și a principelui Carol.
În 1924 a debutat la Salonul Oficial.
În anul 1938, cu prilejul sărbătorii „Luna Bucureștilor”, sub egida Primăriei Capitalei a fost editată lucrarea „Bucureștii Pitoresc” care cuprinde 20 de gravuri reprezentând locații reprezentative ale Bucureștilor.

## Scrieri
- A. Poitevin-Scheletti: Bucureștii Pitoresc, mapă cu 20 de gravuri, dimensiuni 350 x 260 x 18 mm, Editura Institutul de Arte Grafice Eminescu, 1938

## Ilustrație de carte
- Alexandru T. Stamatiad (traducător), Poemele în proză ale lui Baudelaire, 96 p., ilustrații de Gropeanu, Alexandru Poitevin-Scheletti și Jean Alexandru Steriadi, Editura Alcalay & Calafateanu, 1912
- Maximilian Costin, Vioara, maeștrii și arta ei, cu 91 ilustrații prelucrate de pictorul Poitevin Scheletti, Editura Viața Românească, 1920